# Artabotrys monteiroae
Artabotrys monteiroae är en kirimojaväxtart som beskrevs av Daniel Oliver. Artabotrys monteiroae ingår i släktet Artabotrys och familjen kirimojaväxter. Inga underarter finns listade i Catalogue of Life.